# Philtraea
Philtraea is een geslacht van vlinders van de familie spanners (Geometridae), uit de onderfamilie Ennominae.

## Soorten
- P. albimaxima Buckett, 1971
- P. elegantaria H. Edwards, 1881
- P. latifoliae Buckett, 1971
- P. mexicana Buckett, 1971
- P. monillata Buckett, 1971
- P. paucimacula Barnes & McDunnough, 1918
- P. surcaliforniae Buckett, 1971
- P. utahensis Buckett, 1971